# Moncton
Moncton es una ciudad canadiense ubicada en el condado de Westmorland, al sureste de la provincia de Nueva Brunswick.
De acuerdo a los datos del penúltimo censo, el área metropolitana de Moncton es la región urbana con mayor crecimiento al este de Toronto y una de las 10 ciudades canadienses con mayor crecimiento, con un aumento de la población de 6,5 % entre 2001 y el 2006. Su región metropolitana, denominada Gran Moncton, incluye a las ciudades de Dieppe y de Riverview y porciones de los condados de Westmorland y de Albert.
La ciudad de Moncton es la primera ciudad en población de la provincia, con 71.889 habitantes en el 2016, algo más que la ciudad de Saint John con 67.575. La región metropolitana de Moncton es también la aglomeración más poblada de Nuevo Brunswick con 144.810 habitantes, que sobrepasa a la población de la región metropolitana de Saint John (126.202).

## Idiomas
El francés es la lengua materna del 33,0 % de los habitantes y el inglés del 63,1 %. Tienen dos lenguas maternas el 1,1 % y son alófonos el 2,8 %. Las dos lenguas oficiales (francés y inglés) son entendidas por un 48,1 % de la población, mientras que el 48,4 % es monolingüe inglés, el 3,4 % es monolingües francés y el 0,1% no conoce de inglés ni de francés.

## Deporte
Luego de que la ciudad fuera anfitriona de partidos de temporada regular de la Canadian Football League (CFL) entre 2010 y 2013 (uno por temporada) con éxito total, se ha debatido entre los diferentes estamentos de Moncton la posibilidad de tener un equipo de fútbol canadiense profesional en la CFL, buscando ser el primer representante de las Provincias Atlánticas en la liga. La CFL vio de manera positiva la opción; sin embargo, la falta de un escenario que reúna las condiciones para albergar un partido de fútbol profesional ha impedido otorgar el aval a Moncton. Ha habido debates en la ciudad desde mediados de los años 2010 sobre si construir un nuevo estadio en una área despejada existente, o reformar y ampliar la capacidad del Estadio de Moncton haciéndolo apto para recibir fútbol profesional (actualmente tiene una capacidad de 10.000 espectadores, y la CFL exige un mínimo de 20.000), en ambos casos el costo sería muy alto, tomando en cuenta el bajo presupuesto que se tiene para las necesidades de una pequeña ciudad como Moncton. Aun así, es el único lugar en las Provincias Atlánticas con una afición real hacia el fútbol canadiense ya que en las demás ciudades de la región, aunque gustan de este deporte, predominan en gran medida con el baloncesto y, como lo es en el resto de Canadá, el hockey sobre hielo.
A pesar de lo anterior, en baloncesto cuenta con un equipo profesional en la NBL con los Moncton Magic en el Coliseo de Moncton. El coliseo también es campo habitual para juegos continuos de hockey sobre hielo como los del Moncton Wildcats de la QMJHL, así como también un campo de entrenamiento de pretemporada para los New York Islanders de la NHL. El complejo deportivo que rodea al coliseo, del cual este también es parte, es la mayor instalación multideportiva del Atlántico canadiense.

## Clima
| Parámetros climáticos promedio de Moncton (1981–2010) | Parámetros climáticos promedio de Moncton (1981–2010) | Parámetros climáticos promedio de Moncton (1981–2010) | Parámetros climáticos promedio de Moncton (1981–2010) | Parámetros climáticos promedio de Moncton (1981–2010) | Parámetros climáticos promedio de Moncton (1981–2010) | Parámetros climáticos promedio de Moncton (1981–2010) | Parámetros climáticos promedio de Moncton (1981–2010) | Parámetros climáticos promedio de Moncton (1981–2010) | Parámetros climáticos promedio de Moncton (1981–2010) | Parámetros climáticos promedio de Moncton (1981–2010) | Parámetros climáticos promedio de Moncton (1981–2010) | Parámetros climáticos promedio de Moncton (1981–2010) | Parámetros climáticos promedio de Moncton (1981–2010) |
| Mes                                                   | Ene.                                                  | Feb.                                                  | Mar.                                                  | Abr.                                                  | May.                                                  | Jun.                                                  | Jul.                                                  | Ago.                                                  | Sep.                                                  | Oct.                                                  | Nov.                                                  | Dic.                                                  | Anual                                                 |
| ----------------------------------------------------- | ----------------------------------------------------- | ----------------------------------------------------- | ----------------------------------------------------- | ----------------------------------------------------- | ----------------------------------------------------- | ----------------------------------------------------- | ----------------------------------------------------- | ----------------------------------------------------- | ----------------------------------------------------- | ----------------------------------------------------- | ----------------------------------------------------- | ----------------------------------------------------- | ----------------------------------------------------- |
| Temp. máx. abs. (°C)                                  | 17.2                                                  | 18.0                                                  | 26.1                                                  | 29.0                                                  | 34.5                                                  | 34.4                                                  | 36.1                                                  | 37.8                                                  | 35.0                                                  | 28.3                                                  | 23.0                                                  | 18.3                                                  | 37.8                                                  |
| Temp. máx. media (°C)                                 | -3.2                                                  | -1.7                                                  | 2.7                                                   | 9.0                                                   | 16.5                                                  | 21.9                                                  | 25.3                                                  | 24.7                                                  | 20.0                                                  | 13.2                                                  | 6.4                                                   | -0.1                                                  | 11.2                                                  |
| Temp. media (°C)                                      | −8.2                                                  | −7.0                                                  | -2.3                                                  | 4.2                                                   | 10.7                                                  | 16.0                                                  | 19.5                                                  | 19.0                                                  | 14.5                                                  | 8.3                                                   | 2.5                                                   | -4.3                                                  | 6.1                                                   |
| Temp. mín. media (°C)                                 | -13.1                                                 | -12.2                                                 | -7.2                                                  | -0.7                                                  | 4.9                                                   | 10.0                                                  | 13.7                                                  | 13.2                                                  | 8.9                                                   | 3.3                                                   | -1.5                                                  | -8.4                                                  | 0.9                                                   |
| Temp. mín. abs. (°C)                                  | -36.7                                                 | -37.8                                                 | -31.7                                                 | -17.8                                                 | -7.2                                                  | -3.9                                                  | 0.0                                                   | -1.1                                                  | -6.1                                                  | -9.4                                                  | -21.1                                                 | -34.4                                                 | -37.8                                                 |
| Precipitación total (mm)                              | 97.7                                                  | 84.0                                                  | 105.9                                                 | 92.0                                                  | 101.7                                                 | 88.0                                                  | 84.8                                                  | 76.6                                                  | 93.7                                                  | 105.9                                                 | 93.8                                                  | 100.0                                                 | 1124.0                                                |
| Lluvias (mm)                                          | 30.3                                                  | 30.2                                                  | 47.4                                                  | 63.4                                                  | 96.8                                                  | 88.0                                                  | 84.8                                                  | 76.6                                                  | 93.7                                                  | 104.6                                                 | 77.1                                                  | 49.1                                                  | 842.0                                                 |
| Nevadas (cm)                                          | 67.4                                                  | 53.8                                                  | 58.5                                                  | 28.5                                                  | 4.9                                                   | 0.0                                                   | 0.0                                                   | 0.0                                                   | 0.0                                                   | 1.3                                                   | 16.7                                                  | 50.8                                                  | 282.0                                                 |
| Días de precipitaciones (≥ 0.2 mm)                    | 14.6                                                  | 11.8                                                  | 13.6                                                  | 14.2                                                  | 14.8                                                  | 13.4                                                  | 12.5                                                  | 10.9                                                  | 11.4                                                  | 13.1                                                  | 15.3                                                  | 15.3                                                  | 160.8                                                 |
| Días de lluvias (≥ 0.2 mm)                            | 4.8                                                   | 4.3                                                   | 7.0                                                   | 11.3                                                  | 14.6                                                  | 13.4                                                  | 12.5                                                  | 10.9                                                  | 11.4                                                  | 12.9                                                  | 12.6                                                  | 7.1                                                   | 122.8                                                 |
| Días de nevadas (≥ 0.2 cm)                            | 11.7                                                  | 9.1                                                   | 8.7                                                   | 5.2                                                   | 0.75                                                  | 0.0                                                   | 0.0                                                   | 0.0                                                   | 0.0                                                   | 0.36                                                  | 4.3                                                   | 10.1                                                  | 50.1                                                  |
| Fuente: Environment Canada                            |                                                       |                                                       |                                                       |                                                       |                                                       |                                                       |                                                       |                                                       |                                                       |                                                       |                                                       |                                                       |                                                       |

| Parámetros climáticos promedio de Aeropuerto Internacional del Gran Moncton (1981–2010) | Parámetros climáticos promedio de Aeropuerto Internacional del Gran Moncton (1981–2010) | Parámetros climáticos promedio de Aeropuerto Internacional del Gran Moncton (1981–2010) | Parámetros climáticos promedio de Aeropuerto Internacional del Gran Moncton (1981–2010) | Parámetros climáticos promedio de Aeropuerto Internacional del Gran Moncton (1981–2010) | Parámetros climáticos promedio de Aeropuerto Internacional del Gran Moncton (1981–2010) | Parámetros climáticos promedio de Aeropuerto Internacional del Gran Moncton (1981–2010) | Parámetros climáticos promedio de Aeropuerto Internacional del Gran Moncton (1981–2010) | Parámetros climáticos promedio de Aeropuerto Internacional del Gran Moncton (1981–2010) | Parámetros climáticos promedio de Aeropuerto Internacional del Gran Moncton (1981–2010) | Parámetros climáticos promedio de Aeropuerto Internacional del Gran Moncton (1981–2010) | Parámetros climáticos promedio de Aeropuerto Internacional del Gran Moncton (1981–2010) | Parámetros climáticos promedio de Aeropuerto Internacional del Gran Moncton (1981–2010) | Parámetros climáticos promedio de Aeropuerto Internacional del Gran Moncton (1981–2010) |
| Mes                                                                                     | Ene.                                                                                    | Feb.                                                                                    | Mar.                                                                                    | Abr.                                                                                    | May.                                                                                    | Jun.                                                                                    | Jul.                                                                                    | Ago.                                                                                    | Sep.                                                                                    | Oct.                                                                                    | Nov.                                                                                    | Dic.                                                                                    | Anual                                                                                   |
| --------------------------------------------------------------------------------------- | --------------------------------------------------------------------------------------- | --------------------------------------------------------------------------------------- | --------------------------------------------------------------------------------------- | --------------------------------------------------------------------------------------- | --------------------------------------------------------------------------------------- | --------------------------------------------------------------------------------------- | --------------------------------------------------------------------------------------- | --------------------------------------------------------------------------------------- | --------------------------------------------------------------------------------------- | --------------------------------------------------------------------------------------- | --------------------------------------------------------------------------------------- | --------------------------------------------------------------------------------------- | --------------------------------------------------------------------------------------- |
| Temp. máx. abs. (°C)                                                                    | 16.1                                                                                    | 15.3                                                                                    | 26.1                                                                                    | 28.5                                                                                    | 34.2                                                                                    | 34.4                                                                                    | 35.6                                                                                    | 37.2                                                                                    | 34.1                                                                                    | 26.9                                                                                    | 22.9                                                                                    | 17.8                                                                                    | 37.2                                                                                    |
| Temp. máx. media (°C)                                                                   | −3.7                                                                                    | −2.4                                                                                    | 2.0                                                                                     | 8.5                                                                                     | 16.0                                                                                    | 21.2                                                                                    | 24.7                                                                                    | 24.0                                                                                    | 19.5                                                                                    | 12.8                                                                                    | 6.1                                                                                     | −0.2                                                                                    | 10.7                                                                                    |
| Temp. media (°C)                                                                        | −8.9                                                                                    | −7.6                                                                                    | −2.9                                                                                    | 3.5                                                                                     | 10.0                                                                                    | 15.2                                                                                    | 18.8                                                                                    | 18.2                                                                                    | 13.6                                                                                    | 7.6                                                                                     | 1.9                                                                                     | −4.8                                                                                    | 5.4                                                                                     |
| Temp. mín. media (°C)                                                                   | −14.0                                                                                   | −12.7                                                                                   | −7.8                                                                                    | −1.4                                                                                    | 4.0                                                                                     | 9.1                                                                                     | 12.9                                                                                    | 12.2                                                                                    | 7.7                                                                                     | 2.3                                                                                     | −2.4                                                                                    | −9.4                                                                                    | 0.1                                                                                     |
| Temp. mín. abs. (°C)                                                                    | −32.2                                                                                   | −31.7                                                                                   | −27.4                                                                                   | −16.1                                                                                   | −6.1                                                                                    | −2.1                                                                                    | 1.2                                                                                     | 0.6                                                                                     | −3.3                                                                                    | −10.0                                                                                   | −17.4                                                                                   | −29.0                                                                                   | −32.2                                                                                   |
| Precipitación total (mm)                                                                | 103.3                                                                                   | 90.9                                                                                    | 115.6                                                                                   | 97.6                                                                                    | 96.9                                                                                    | 94.6                                                                                    | 92.1                                                                                    | 80.8                                                                                    | 93.5                                                                                    | 113.4                                                                                   | 107.2                                                                                   | 114.4                                                                                   | 1200.4                                                                                  |
| Lluvias (mm)                                                                            | 28.8                                                                                    | 28.4                                                                                    | 49.2                                                                                    | 62.3                                                                                    | 92.5                                                                                    | 94.6                                                                                    | 92.1                                                                                    | 80.8                                                                                    | 93.5                                                                                    | 112.1                                                                                   | 87.3                                                                                    | 54.2                                                                                    | 875.7                                                                                   |
| Nevadas (cm)                                                                            | 78.1                                                                                    | 64.7                                                                                    | 64.5                                                                                    | 31.2                                                                                    | 3.8                                                                                     | 0.0                                                                                     | 0.0                                                                                     | 0.0                                                                                     | 0.0                                                                                     | 1.2                                                                                     | 19.4                                                                                    | 62.4                                                                                    | 325.3                                                                                   |
| Días de precipitaciones (≥ 0.2 mm)                                                      | 16.6                                                                                    | 13.7                                                                                    | 14.7                                                                                    | 15.3                                                                                    | 15.6                                                                                    | 15.1                                                                                    | 14.1                                                                                    | 12.2                                                                                    | 11.7                                                                                    | 13.8                                                                                    | 16.0                                                                                    | 16.5                                                                                    | 175.5                                                                                   |
| Días de lluvias (≥ 0.2 mm)                                                              | 5.9                                                                                     | 4.8                                                                                     | 7.7                                                                                     | 12.3                                                                                    | 15.4                                                                                    | 15.1                                                                                    | 14.1                                                                                    | 12.2                                                                                    | 11.7                                                                                    | 13.7                                                                                    | 12.9                                                                                    | 8.1                                                                                     | 134.0                                                                                   |
| Días de nevadas (≥ 0.2 cm)                                                              | 14.2                                                                                    | 12.0                                                                                    | 10.9                                                                                    | 6.5                                                                                     | 0.90                                                                                    | 0.0                                                                                     | 0.0                                                                                     | 0.0                                                                                     | 0.0                                                                                     | 0.41                                                                                    | 5.5                                                                                     | 12.3                                                                                    | 62.7                                                                                    |
| Horas de sol                                                                            | 116.2                                                                                   | 124.3                                                                                   | 139.9                                                                                   | 165.6                                                                                   | 207.5                                                                                   | 232.8                                                                                   | 256.3                                                                                   | 241.1                                                                                   | 173.3                                                                                   | 149.4                                                                                   | 95.1                                                                                    | 101.1                                                                                   | 2002.2                                                                                  |
| Fuente: Environment Canada                                                              |                                                                                         |                                                                                         |                                                                                         |                                                                                         |                                                                                         |                                                                                         |                                                                                         |                                                                                         |                                                                                         |                                                                                         |                                                                                         |                                                                                         |                                                                                         |